# 337 aC
El 337 aC va ser un any del calendari romà prejulià. En temps de la República i de l'Imperi Romà, era conegut com a any del consolat de Llong i Petus (o, més rarament, any 417 ab urbe condita o de la fundació de Roma). L'ús del nom «337 aC» per referir-se a aquest any es remunta a l'alta edat mitjana, quan el sistema Anno Domini va ser el mètode de numeració dels anys més comú a Europa.

## Esdeveniments

### Antiga Grècia
- Creació de la Lliga de Corint. El nom fa referència a diverses confederacions de ciutats i estats grecs sota el domini del Regne de Macedònia. Al principi, és només un tractat de «pau comuna» al que s'adhereixen totes les ciutats-estat gregues excepte Esparta. En realitat és una manera per a Macedònia d'imposar la seva sobirania a tots els grecs.[2]
- Filip II de Macedònia es fa proclamar hegemon, és a dir general en cap de la Lliga de Corint. Va advocar per una guerra comuna de Macedònia i totes les ciutats gregues contra l'Imperi Aquemènida. El primer acte polític de la Lliga és la declaració de la guerra contra els perses, i el nomenament de Felip II com a estrateg autocràtor. Però la mort de Felip retarda el projecte i és el seu fill, Alexandre el Gran, qui implementa el seu pla a partir de l'any 334 aC.[3]
- Filip II de Macedònia es casa amb Cleòpatra després d'haver-se divorciat d'Olímpia, que es va retirar a la cort del seu germà, el rei Alexandre I de l'Epir.[4]

### Antiga Roma
- Aquest any són elegits cònsols Gai Sulpici Llong i Publi Eli Petus.[5]
- Un plebeu, Quint Publili Filó, arriba ser pretor romà per primer cop.
- Gai Claudi Cras és nomenat dictador, però immediatament abdica perquè els àugurs van declarar que el seu nomenament era invàlid. Se suposa que el seu magister equitum era Gai Claudi Hortator, personatge per altra banda desconegut.[6]

## Necrològiques
- Timoleont, militar de Corint, que va exercir el poder a Siracusa lluitant contra els tirans. Cap al final de la seva vida es va quedar cec, i va morir el vuitè any després de la seva arribada a Sicília. Se'l va enterrar a la plaça del mercat de Siracusa om més tard s'hi va aixecar un pòrtic i un gimnàs al voltant. Es van instruir uns jocs anuals en honor seu.[7]